# Élections législatives tuvaluanes de 2002
Des élections legislatives se tiennent aux Tuvalu le 25 juillet 2002, pour élire les quinze députés du Fale i Fono (Assemblée nationale). Tuvalu est un royaume du Commonwealth ; le Premier ministre doit donc être un député issu de la majorité parlementaire. Il n'y a pas de partis politiques aux Tuvalu. Le gouverneur général nomme donc Premier ministre le député qui obtient le soutien d'une majorité de ses pairs.
Les Tuvalu sont divisées en huit circonscriptions électorales, correspondant aux huit atolls ou îles habités du pays. Jusque lors, quatre circonscriptions étaient représentées par deux députés, et les quatre autres par un seul, en raison de leur population. Pour les élections de 2002, le nombre de sièges est porté à quinze ; les circonscriptions de Nui, Nanumaga et Nukufetau élisent désormais deux députés, et seul l'atoll de Nukulaelae, le moins peuplé, n'en élit toujours qu'un seul.

## Contexte
Bikenibeu Paeniu avait remporté les législatives de 1998 avec une majorité historique de dix députés sur douze, formant un gouvernement en apparence solide. Les allégeances politiques aux Tuvalu sont néanmoins fluides et en 1999 il perd la confiance de sa majorité ; le parlement le renverse et nomme Ionatana Ionatana à sa succession. Après avoir porté le pays aux Nations unies, Ionatana décède subitement en décembre 2000. Faimalaga Luka lui succède, avant d'être à son tour démis par le Parlement et remplacé par Koloa Talake en décembre 2001. Quatre Premiers ministres se sont donc succédé au cours de la législature 1998-2002.

## Résultats
Le Premier ministre Koloa Talake subit une défaite écrasante dans sa circonscription (terminant dernier avec 5,8 % des voix). Ayant perdu son siège de député, il ne peut plus prétendre diriger le pays. De ses cinq ministres, quatre sont reconduits au parlement ; seul Koke Malua, ministre des Travaux publics, perd également son siège.
Le nouveau parlement nomme Saufatu Sopoanga au poste de Premier ministre, à une très courte majorité : il reçoit le soutien de huit députés (lui-même compris), contre sept pour son adversaire Amasone Kilei.
Résultats complets
Funafuti
| Candidat      | Voix | Pourcentage | Résultat | Remarques               |
| ------------- | ---- | ----------- | -------- | ----------------------- |
| Kamuta Latasi | 373  | 38,37 %     | réélu    | ancien premier ministre |
| Kausea Natano | 364  | 37,49 %     | élu      |                         |
| Teleke Lauti  | 149  | 15,33 %     | battu    | député sortant          |
| Elia Tavita   | 58   |             |          |                         |
| Loto Pasefika | 28   |             |          |                         |

Nanumaga
| Candidat         | Voix | Pourcentage | Résultat | Remarques                       |
| ---------------- | ---- | ----------- | -------- | ------------------------------- |
| Namoto Kelisiano | 354  | 46,52 %     | élu      |                                 |
| Otinielu Tausi   | 229  | 30,09 %     | réélu    | ministre de l'Intérieur sortant |
| Fepuali Kiti     | 178  |             |          |                                 |

Nanumea
| Candidat         | Voix | Pourcentage | Résultat | Remarques                            |
| ---------------- | ---- | ----------- | -------- | ------------------------------------ |
| Sio Patiale      | 332  | 24,76 %     | élu      |                                      |
| Maatia Toafa     | 309  | 23,04 %     | élu      |                                      |
| Lagitupu Tuilimu | 162  | 12,08 %     | battu    | député sortant                       |
| Lopati Lopati    | 161  |             |          |                                      |
| Kokea Malua      | 159  | 11,86 %     | battu    | ministre des Travaux publics sortant |
| Houati Iele      | 129  |             |          |                                      |
| Laina Teuea      | 89   |             |          |                                      |

Niutao
| Candidat    | Voix | Pourcentage | Résultat | Remarques                                  |
| ----------- | ---- | ----------- | -------- | ------------------------------------------ |
| Samuelu Teo | 317  | 26,48 %     | réélu    | ministre des Ressources naturelles sortant |
| Saloa Tauia | 310  | 25,90 %     | élu      |                                            |
| Tavau Teii  | 294  |             |          |                                            |
| Tomu Sione  | 276  | 23,06 %     | battu    | député sortant                             |

Nui
| Candidat            | Voix | Pourcentage | Résultat | Remarques                                      |
| ------------------- | ---- | ----------- | -------- | ---------------------------------------------- |
| Amasone Kilei       | 319  | 41,37 %     | réélu    |                                                |
| Alesana Seluka      | 258  | 33,46 %     | réélu    | ministre de l'Éducation et de la Santé sortant |
| Rurunteiti Kaiarake | 194  |             |          |                                                |

Nukufetau
| Candidat         | Voix | Pourcentage | Résultat | Remarques                     |
| ---------------- | ---- | ----------- | -------- | ----------------------------- |
| Saufatu Sopoanga | 281  | 26,99 %     | réélu    | ministre des Finances sortant |
| Faimalaga Luka   | 230  | 22,09 %     | réélu    | ancien premier ministre       |
| Nusipepa Tinapa  | 190  |             |          |                               |
| Peneueta George  | 190  |             |          |                               |
| Petaia Meauma    | 150  |             |          |                               |

Nukulaelae
| Candidat         | Voix | Pourcentage | Résultat | Remarques               |
| ---------------- | ---- | ----------- | -------- | ----------------------- |
| Bikenibeu Paeniu | 124  | 57,94 %     | réélu    | ancien premier ministre |
| Aifou Tafia      | 61   |             |          |                         |
| Susana Semu      | 29   |             |          |                         |

Vaitupu
| Candidat       | Voix | Pourcentage | Résultat | Remarques                |
| -------------- | ---- | ----------- | -------- | ------------------------ |
| Apisai Ielemia | 335  | 23,04 %     | élu      |                          |
| Leti Pelesala  | 185  | 12,72 %     | élu      |                          |
| Matanle Iosefa | 175  |             |          |                          |
| Lise Talia     | 172  |             |          |                          |
| Teagai Esekia  | 149  |             |          |                          |
| Eti Esela      | 125  |             |          |                          |
| Ioane Malologa | 123  |             |          |                          |
| Popu Asuelu    | 105  |             |          |                          |
| Koloa Talake   | 85   | 5,85 %      | battu    | premier ministre sortant |

## Suites
Le gouvernement Sopoanga, ne disposant que de huit sièges au Parlement, se voit bientôt fragilisé, son sort suspendu aux résultats d'élections partielles. En février, il perd deux députés de sa majorité : l'élection de Sio Patiale est invalidée pour vice de procédure, et Saloa Tauia, le président du Parlement, décède peu après. Des élections partielles ont lieu le 5 mai 2003 : Patiale retrouve son siège, tandis que le siège vacant à Niutao est remporté par Taavau Teii. Ce dernier rejoint les rangs de l'opposition, leur conférant une majorité. Sopoanga évite une destitution en ne convoquant pas le Parlement avant septembre, malgré la pression de l'opposition. En septembre, Faimalaga Luka, député de l'opposition, est nommé Gouverneur général, et quitte donc le Parlement ; l'élection partielle qui en résulte doit déterminer le sort du gouvernement. Le nouveau député, Elisala Pita, élu en octobre, rejoint la majorité gouvernementale, sauvant un temps le gouvernement. En octobre 2004, toutefois, Maatia Toafa succède au poste de premier ministre, Sopoanga ayant perdu la confiance du Parlement
Les autres changements de sièges en cours de législature sont les suivants, tous en 2005 : Sio Patiale démissionne pour raison de santé et Kokea Malua lui succède, demeurant sur les bancs de la majorité. Le député d'opposition Amasone Kilei (Nui) décède, et son successeur Taom Tanukale rejoint les rangs du gouvernement. Le député d'opposition Namoto Kelisiano (Nanumaga) démissionne afin de se consacrer, à la demande de ses électeurs et en qualité d'ingénieur professionnel, au maintien de la centrale électrique dans sa circonscription ; son successeur, Halo Tuavai, se joint à la majorité gouvernementale.